# Universität Batna
Die Universität von Batna Hadj Lakhder (arabisch جامعة باتنة, DMG Ǧāmiʿat Bātina, französisch Université de Batna Hadj Lakhder) wurde in den 1970er Jahren in der Stadt Batna in Algerien gegründet. Sie ist nach El Hadj Lakhdar benannt, einem algerischen Revolutionär, der im Algerienkrieg in der nationalen Befreiungsarmee im Aurès-Gebirge an der Seite von Mostefa Ben Boulaïd gekämpft hat.
Zu ihren Lehrkräften zählen unter anderem der 2011 als algerischer Mann des Jahres und  2013 als erster Algerier mit dem Gusi-Friedenspreis ausgezeichnete Professor und Dekan Abdelmadjid Amrani (عبد المجيد عمراني / ʿAbd al-Maǧīd ʿImrānī) sowie Ammar Jaydal (عمار جيدل / ʿAmmār Ǧaydal) und Muhammad Zurman (محمد زرمان / Muḥammad Zarmān).